# Carburo de circonio
El carburo de circonio ( ZrC ) es un material cerámico refractario extremadamente duro.

## Estructura y propiedades
El carburo de circonio tiene la apariencia de un polvo gris metálico con estructura cristalina cúbica. Pertenece a los denominados compuestos intersticiales. Como la mayoría de los carburos de metales refractarios, el carburo de circonio no es un compuesto estequiométrico, sino sub-estequiométrico, es decir, presenta un déficit de carbono. Su composición varía generalmente entre ZrC 0,6 -ZrC 0,98 y puede ser visto como una solución sólida. Debido a la presencia de enlace metálico ZrC tiene una conductividad térmica de 20,5 W / m · K y la conductividad eléctrica de resistividad (~ 43 μΩ·cm) similar a la de circonio metálico. El fuerte enlace covalente Zr-C proporciona a este material un alto punto de fusión (~ 3530 °C), alta módulo de elasticidad (~ 440 GPa) y dureza (25 GPa). Este carburo intersticial de un metal de transición del Grupo IV es miembro de las cerámicas de ultra alta temperatura o (UHTC). Además el carburo de circonio tiene baja densidad (6,73 g / cm³ ) en comparación con otros carburos como WC (15,8 g / cm³ ), TaC (14,5 g / cm³ ) o HfC (12,67 g / cm 3 ). 
Posee una alta resistencia a la corrosión. No se disuelve en agua ni hidroliza. En lugar de ello, de circonio soluble en concentrada de ácido sulfúrico concentrado y fluoruro de hidrógeno, en presencia de iones oxidantes, tales como nitratos o peróxidos. es insoluble en soluciones al 10% y 20% de hidróxido de sodio. El carburo de circonio es inerte a temperaturas ordinarias y reacciona con haluros sólo a más de 250 °C y en presencia de oxidantes que reaccionan para dar dióxido de circonio a partir de los 700 °C. A altas temperaturas en presencia de nitrógeno, se forman carbonitruros de circonio.

## Producción
Carburo de circonio se puede conseguir en las siguientes formas:
Directo de carbono de circonio de saturación:
El proceso se lleva a cabo en el vacío, y los componentes de partida se toman en forma de polvos;
{\displaystyle ~\mathrm {Zr+C\ {\xrightarrow {~2000^{o}C}}\ ZrC} }
Reducción térmica del óxido de circonio por grafito, seguido por la formación del carburo. El proceso pasa a través de la formación de óxidos inferiores de circonio y la posterior formación de carburo de circonio en la reacción:
{\displaystyle ~\mathrm {ZrO+C\ {\xrightarrow {~2000^{o}C}}\ ZrC+CO} }
Este método se utiliza para producir carburo de circonio comercialmente puro a escala industrial. Usualmente, el procedimiento se lleva a cabo a una temperatura de aproximadamente 2000 °C;
Dióxido de circonio o circonio produce a partir de silicato de circonio calentándolos negro de carbón finamente dividido o de carbono en una atmósfera inerte o bajo un vacío de aproximadamente 1 temperatura de 500 °C.
{\displaystyle ~\mathrm {ZrO_{2}+2C+CO\ {\xrightarrow {500^{o}C}}\ ZrC+2CO_{2}} }

Mediante ECV. El método se basa en la reacción:
{\displaystyle ~\mathrm {ZrCl_{4}+CH_{4}+H_{2}\ \rightleftarrows \ ZrC+4HCl+H_{2}} }
La deposición se produce en la superficie de un filamento de tungsteno calentado a una temperatura de 1700 a 2400 °C. Si el proceso  se realiza a alta temperatura (alrededor de 2400 °C) se obtiene un único cristal precipitado. El metano se puede reemplazar por tolueno, benceno o acetileno.
Otra forma de producción es a partir de la reacción de cloruro de circonio (IV) y metano en una atmósfera de hidrógeno a 900-1.400 °C de temperatura.
La compactación del ZrC se realiza por sinterización de polvo a más de 2000 °C. El prensado en caliente de ZrC puede disminuir la temperatura de sinterización y en consecuencia ayuda a la producción de grano un fino totalmente compactado. La sinterización mediante chispas de plasma también se ha utilizado para compactadar totalmente.

## Utilidad
Se utiliza comercialmente como abrasivo, en el revestimiento, filamentos incandescentes y en brocas para herramientas de corte.
La mezcla de carburo de circonio y carburo de tántalo es un importante material cermet.
El carburo de circonio, purificado de hafnio, y el carburo de niobio se utilizan como revestimientos refractarios en reactores nucleares. Debido a la sección transversal de baja absorción de neutrones y débil sensibilidad daños bajo irradiación tiene una aplicación potencial como recubrimiento de dióxido de uranio y dióxido de torio partículas de combustible nuclear . El recubrimiento se deposita habitualmente por deposición térmica química de vapor en un reactor de lecho fluidizado. Gracias a su alta emisividad y alta capacidad de corriente a temperaturas elevadas es un material prometedor para su uso en generadores termoeléctricos.
Por su relativa baja densidad para ser un carburo refractario este material es ideal para su reentrada de vehículos, motores cohete o jet SCRAM  y vehículos supersónicos donde baja densidad y la capacidad de soporte de carga a alta temperatura es el requisito más importante.
La pobre resistencia a la oxidación a más de 800 °C limita las aplicaciones de ZrC. Una forma de mejorar la resistencia a la oxidación de ZrC es hacer que los materiales compuestos. Compuestos importantes propuestas son los compuestos ZrC-ZRB2 y ZrC-ZRB2-SiC. Estos compuestos pueden trabajar hasta 1.800 °C.